# Apache Thrift
Thrift est un langage de définition d'interface (IDL) conçu pour la création et la définition de services pour de nombreux langages.
Il est utilisé en tant que framework RPC et a été développé par Facebook pour le « développement de services évolutifs multilangage ». Une pile logicielle est jointe à un moteur de génération de code, permettant la création de services fonctionnant plus ou moins efficacement et en continu entre C#, C++ (sur systèmes POSIX), Cappuccino, Cocoa, D, Erlang, Go, Haskell, Java, Node.js, OCaml, Perl, PHP, Python, Ruby, et Smalltalk. Bien que développé par Facebook, il est désormais un logiciel libre hébergé par la fondation Apache. L'implémentation a été décrite en avril 2007 dans un livre technique publié par Facebook, actuellement hébergé par Apache.